# 798 Ruth
798 Ruth eller 1914 VT är en asteroid i huvudbältet, som upptäcktes 21 november 1914 av den tyske astronomen Max Wolf i Heidelberg. Den är uppkallad efter Rut i gamla testamentet.
Asteroiden har en diameter på ungefär 43 kilometer och den tillhör asteroidgruppen Eos.